# Fondazione Ansaldo
La Fondazione Ansaldo è un'istituzione dedicata ai temi della cultura economica, d'impresa e del lavoro e i suoi principali campi d'azione sono la ricerca scientifica, l'alta formazione tecnologica e manageriale, la promozione di iniziative ed eventi culturali, la tutela e la valorizzazione del patrimonio storico-archivistico prodotto dal sistema imprenditoriale.
Nasce formalmente nel 2000 per volontà di Finmeccanica (ora Leonardo), Regione Liguria, Provincia di Genova (ora Città metropolitana di Genova) e Comune di Genova, e rappresenta il risultato di un percorso iniziato nel 1980, anno in cui venne aperto al pubblico l’Archivio Storico Ansaldo, il primo caso di archivio d’impresa in Italia.
Nel corso del tempo la Fondazione ha ampliato il proprio raggio d’azione e dall'originaria dimensione esclusivamente archivistica è diventata un’istituzione dedicata ai temi della cultura economica, d’impresa e del lavoro in senso più ampio, collocandosi idealmente tra il mondo della cultura e il mondo del lavoro.
Grazie al sostegno di aziende quali Leonardo, Ansaldo Energia, Rina, Carmagnani, Azienda Municipalizzata Trasporti di Genova e all'apporto di soggetti di forte peso istituzionale ed economico quali il Ministero per i beni e le attività culturali e per il turismo, la Compagnia di San Paolo e la Camera di Commercio di Genova, la Fondazione promuove ricerche, percorsi e laboratori didattici per le scuole, iniziative ed eventi culturali, e attività di alta formazione tecnologica e manageriale continuando comunque a svolgere un ruolo di tutela e di valorizzazione del patrimonio archivistico prodotto dalle imprese e da altri soggetti economici. 
Ad oggi gli archivi sono costituiti da oltre 15 chilometri lineari di documentazione societaria, contabile, amministrativa e tecnica, prodotta a partire dalla metà dell’Ottocento fino ai giorni nostri da imprese quali Ansaldo, Bruzzo, Costa Armatori, Dufour, Finmare, Ilva-Italsider, Carmagnani, Fonderie Grondona, Unione Italiana Tramways Elettrici e da altre realtà economiche quali la Borsa Valori di Genova, il Banco di Chiavari e della Riviera Ligure, a cui si aggiungono i numerosi lasciti documentari da parte di privati come l’Archivio familiare Ansaldo o la raccolta di titoli azionari Corpino. Nella Fototeca e nella Cineteca sono invece rispettivamente concentrati oltre 800.000 pezzi originali tra lastre, pellicole, stampe, diapositive e album, e oltre 5.300 pellicole relative ai più svariati aspetti della vita economica e sociale italiana del Novecento. 
La Fondazione Ansaldo vanta inoltre una vasta disponibilità libraria, ora pienamente fruibile da chiunque grazie all’inserimento del proprio patrimonio bibliografico nel Sistema Bibliotecario Nazionale e nel Polo delle Biblioteche Liguri e quindi consultabile anche on line.
Presso l'archivio sono conservate, oltre alle fotografie, le attrezzature del fotografo genovese Antonio Campostano.
La sede della Fondazione Ansaldo, ubicata in Val Polcevera, nella dimora seicentesca di Villa Cattaneo dell’Olmo, è inoltre dotata di installazioni interattive pensate per un’utenza non specialistica con le quali è possibile visualizzare e incrociare fotografie, filmati e documenti. Tali postazioni hanno come obiettivo principale quello di rispondere alla richiesta di conoscenza espressa dal sistema scolastico e, in particolare, dal turismo culturale.